# La Battaglia del Cile: Il potere popolare
La Battaglia del Cile: Il potere popolare (La batalla de Chile: La lucha de un pueblo sin armas - Tercera parte: El poder popular) è un documentario del 1979 diretto da Patricio Guzmán.